# 章誠
章誠，本籍浙江，吏員出身，是中國清朝官員，於1760年上任新港巡檢，隸屬於台灣道台灣府，為台灣清治時期的地方官員，該官職主要從事新港之管理事務。
該官職最終於1761年裁撤，而該年章誠同時升任諸羅縣斗六門巡檢。